# Jim Burns

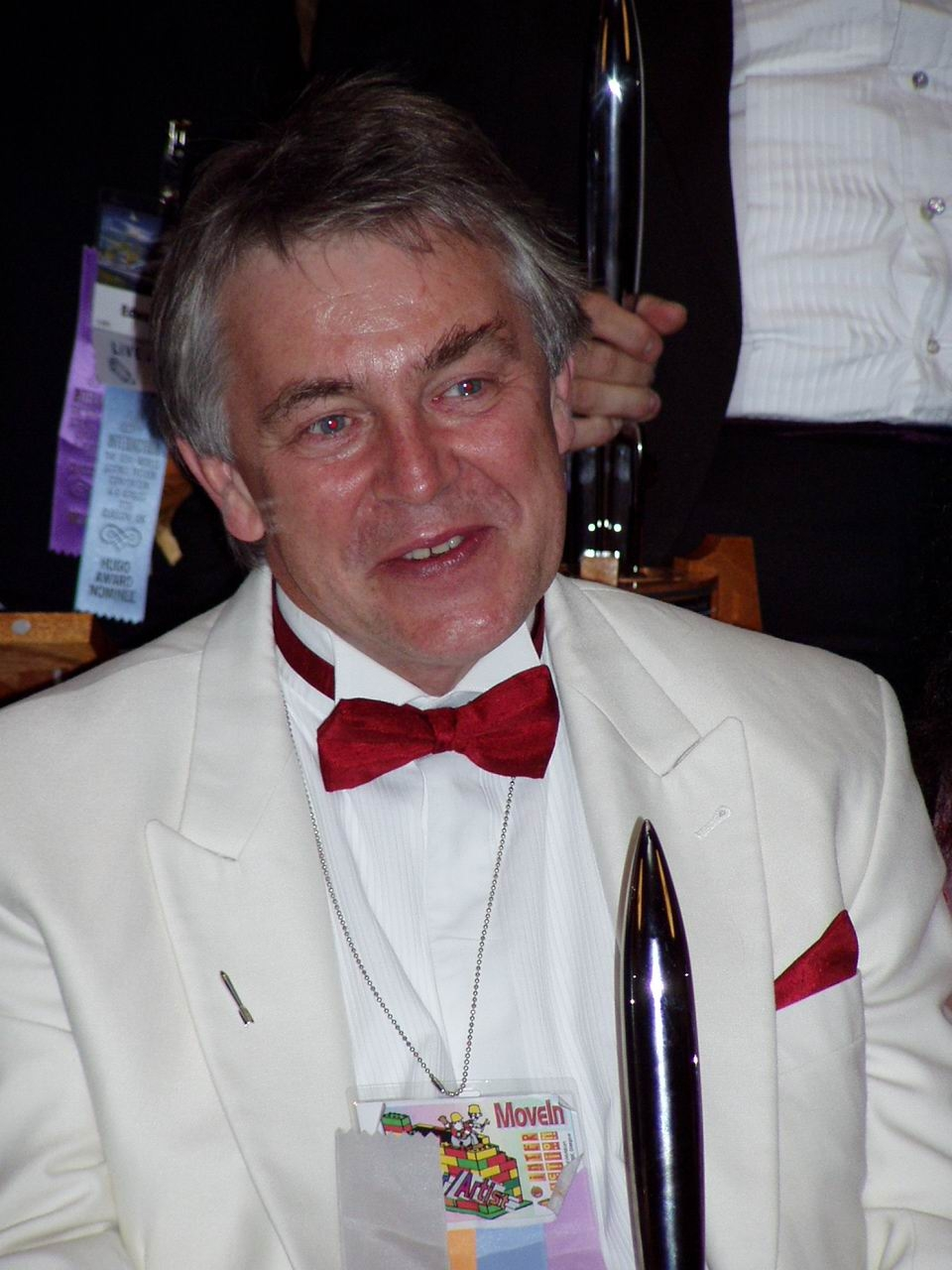
Jim Burns na rozdaniu nagród Hugo podczas Worldconu w Glasgow (2005)

Jim Burns (ur. w kwietniu 1948 r. w Cardiff) – walijski artysta science fiction.
W 1966 zaciągnął się do Royal Air Force, potem zapisał się na roczny kurs do Newport School of Art. Naukę kontynuował w Art and Design at St. Martin's School of Art w Londynie. Po ukończeniu szkoły w 1972 r. zatrudnił się w agencji Young Artists i pozostał jej wierny do dziś.
Ilustrował m.in. książki Daniela Keysa Morana, Roberta Silverberga, Waltera Jona Williamsa, Dave Duncana, Davida Brina, Ricarda Pinto, Petera F. Hamiltona.
Współpracował przy realizacji filmu Blade Runner w reżyserii Ridleya Scotta.
Burns trzykrotnie otrzymał nagrodę Hugo (jako jedyny nie Amerykanin) oraz dwunastokrotnie nagrodę British Science Fiction Association. Był honorowym gościem Worldconu w 1987 r.